# Résolution 2758 de l'Assemblée générale des Nations unies
- Pour
- Contre
- Abstention
- Absent
- Non membre de l'ONU ou territoires administré par un État membre

La résolution 2758 (XXVI) intitulée 
Rétablissement des droits légitimes de la République populaire de Chine à l'Organisation des Nations Unies, adoptée le 25 octobre 1971 par l'Assemblée Générale des Nations unies à sa vingt-sixième session, décide de l'expulsion des représentants de Tchang Kaï-chek au profit de ceux de la République populaire de Chine au sein de l'Organisation des Nations unies (ONU). 

## Contexte
La Chine est membre fondatrice des Nations unies, la Charte ayant été signée et ratifiée en son nom, les 26 juin et 28 septembre 1945, par le gouvernement de la République de Chine, qui a continûment représenté la Chine aux Nations unies jusqu'au 25 octobre 1971.
La constitution du gouvernement populaire central de la République populaire de Chine, intervenue le 1er octobre 1949, a été notifiée aux Nations unies le 18 novembre 1949. Diverses propositions ont été formulées entre cette date et celle de l'adoption de la résolution précitée en vue de modifier la représentation de la Chine aux Nations unies, mais ces propositions n'avaient pas été approuvées.

## Résolution
Le 25 octobre 1971, l'Assemblée générale des Nations unies a adopté la résolution 2758 (XXVI),, ainsi conçue :
« L'Assemblée générale,
Rappelant les principes de la Charte des Nations unies,
 Considérant que le rétablissement des droits légitimes de la République populaire de Chine est indispensable à la sauvegarde de la Charte des Nations unies et à la cause que l'Organisation doit servir conformément à la Charte,
 Reconnaissant que les représentants du Gouvernement de la République populaire de Chine sont les seuls représentants légitimes de la Chine à l'Organisation des Nations unies et que la République populaire de Chine est un des cinq membres permanents du Conseil de sécurité.
 Décide le rétablissement de la République populaire de Chine dans tous ses droits et la reconnaissance des représentants de son gouvernement comme les seuls représentants légitimes de la Chine à l'Organisation des Nations unies, ainsi que l'expulsion immédiate des représentants de Tchang Kaï-chek du siège qu'ils occupent illégalement à l'Organisation des Nations unies et dans tous les organismes qui s'y rattachent. »

## Suites
En date du 29 septembre 1972 le secrétaire général de l'ONU recevait la communication suivante du ministère des Affaires étrangères de Chine :
« 1. En ce qui concerne les traités multilatéraux que le défunt Gouvernement chinois a signés ou ratifiés ou auxquels il a adhéré avant l'établissement du Gouvernement de la République populaire de Chine, mon gouvernement en examinera la teneur avant de décider, à la lumière des circonstances, s'ils devraient ou non être reconnus.
2. À compter du 1er octobre 1949, jour de la fondation de la République populaire de Chine, la clique de Tchang Kaï-chek n'a aucun droit de représenter la Chine. Ses signature et ratification de tout traité multilatéral, ou son adhésion à tout traité multilatéral, en usurpant le nom de la « Chine », sont toutes illégales et dénuées de tout effet. Mon gouvernement étudiera ces traités multilatéraux avant de décider, à la lumière des circonstances, s'il conviendrait ou non d'y adhérer.
Les entrées consignées dans la présente publication à l'égard de la Chine se rapportent toutes à des actes effectués par les autorités qui représentaient la Chine aux Nations unies à la date de ces actes. »
Depuis 1991, la république de Chine (désormais connue comme Taïwan) a demandé à plusieurs reprises, sans succès, sa réincorporation en tant que membre de l'ONU. Taïwan a par ailleurs demandé à être admis comme pays observateur dans certaines instances des Nations unies, et a occasionnellement participé aux instances internationales en tant que Taipei chinois.